# Зорабян, Левон Богданович
Левон Богданович Зорабян (1(13) ноября 1892, Батум — 29 августа 1969, Ленинакан) — армянский советский актёр театра и кино, народный артист Армянской ССР (1947).
Один из видных мастеров армянского театра.

## Биография
С 1910 года выступал на сцене Батумского театра русской драмы, с 1913 года — работал в армянских труппах.
В 1930—1960 годах — актёр Армянского театра им. Мравяна (Ленинакан).
Л. Зорабян в своём творчестве утверждал реалистическое национальное сценическое искусство, создавал образы, отличающиеся ярким своеобразием.
Снимался в кино. Вёл педагогическую работу в студии Ленинаканского театра.
Занимался режиссурой.

## Избранные театральные роли
- Лука («На дне» М. Горького)
- Печенегов («Враги» М. Горького)
- Ляпкин-Тяпкин, Земляника («Ревизор» Гоголя)
- Абисогомага («Высокочтимые попрошайки» Пароняна),
- Расплюев («Свадьба Кречинского» Сухово-Кобылина),
- Тоби Бэлч («Двенадцатая ночь» Шекспира)
- Ходжа Мубарек («Шахнаме» М. Джанана)
- Швак («Бакалавр» Б. Лавренёва)
- Парсик («Разрушенный очаг» Г. Сундукяна и др.

## Избранная фильмография
- 1955 — В поисках адресата — Григорий Христофорович
- 1954 — Мелочь (короткометражный) — председатель комиссии
- 1943 — Давид Бек — Баяндур
- 1939 — Севанские рыбаки — Агабек

## Награды
- орден Трудового Красного Знамени (27.06.1956)
- медали СССР
- Народный артист Армянской ССР (1947)